# Frederick Nutter Chasen
Frederick Nutter Chasen (1896-1942) est un zoologiste anglais.
Chasen fut nommé conservateur adjoint du Muséum du Raffles à Singapour en 1921, et directeur en 1932, succédant ainsi à Cecil Boden Kloss. Il devint une autorité sur les oiseaux et les mammifères d'Asie du Sud-est. Il prépara le troisième et quatrième volumes du livre de Herbert Christopher Robinson, The Birds of the Malay Peninsula (Les oiseaux de la péninsule malaise). Il mourut en tentant de fuir Singapour au début de 1942, à la suite de l'occupation de l'île par des forces japonaises de l'île, lorsque son navire fut coulé par l'ennemi.